# Al Unser junior

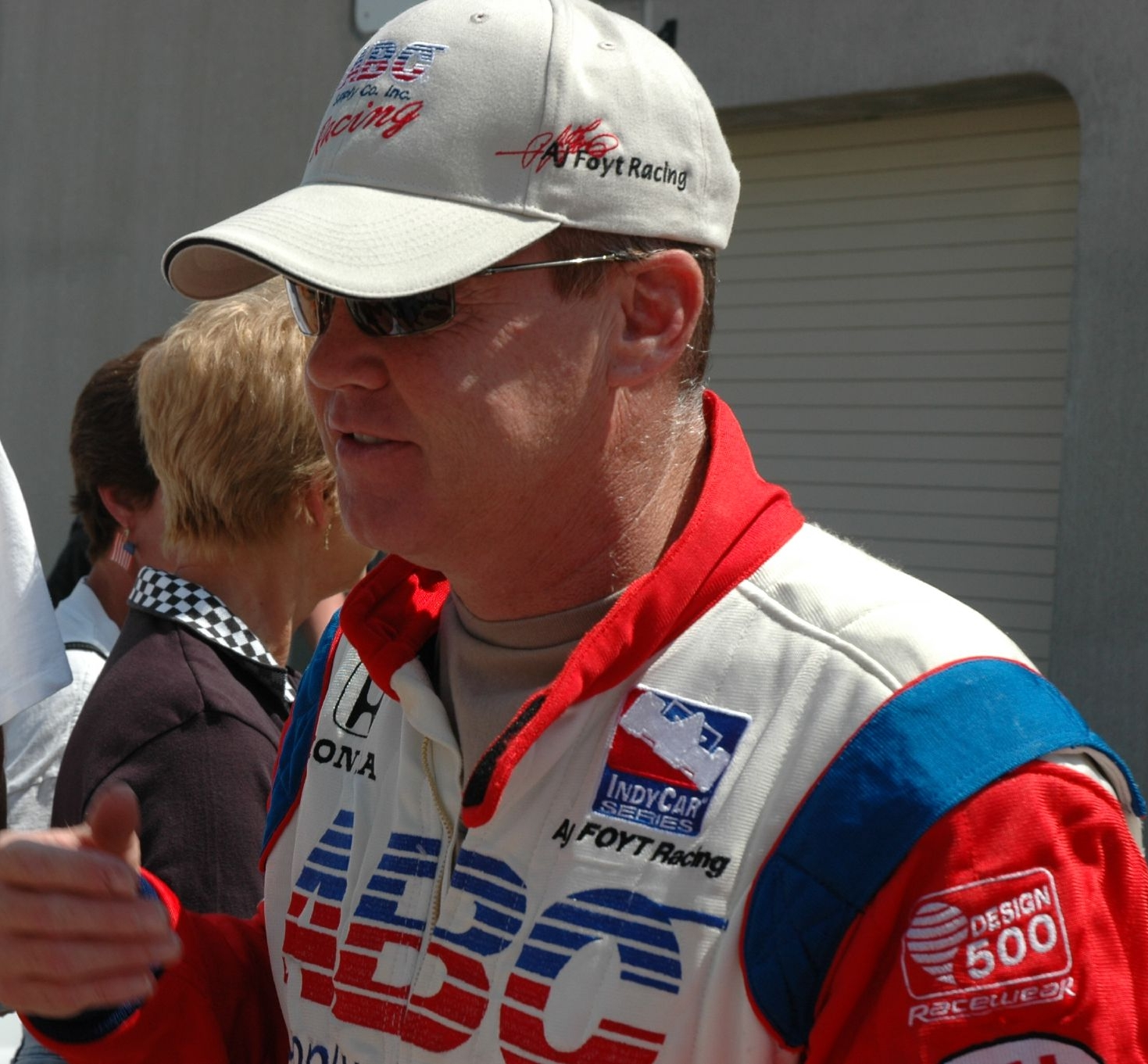
Al Unser jr., 2007

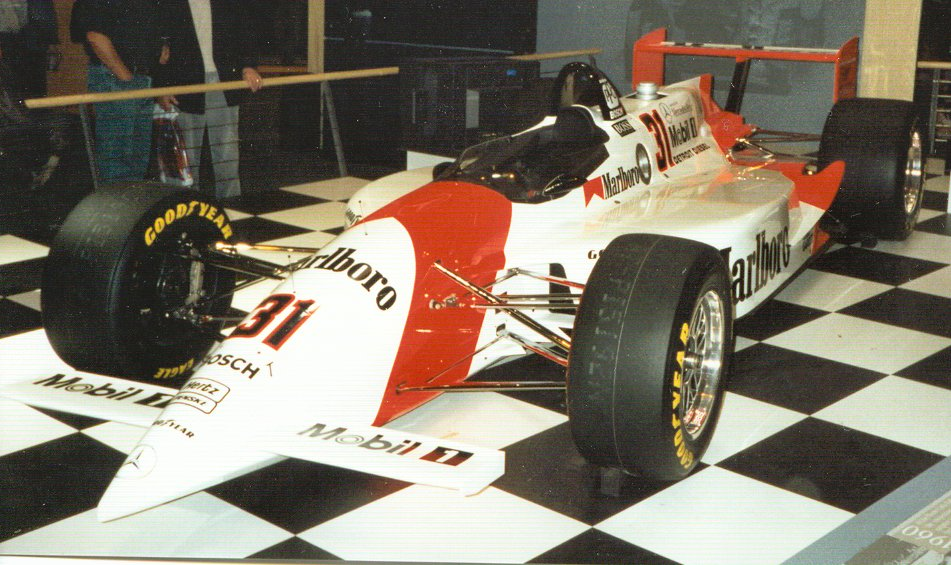
Penske PC-23, gefahren von Al Unser jr. 1994

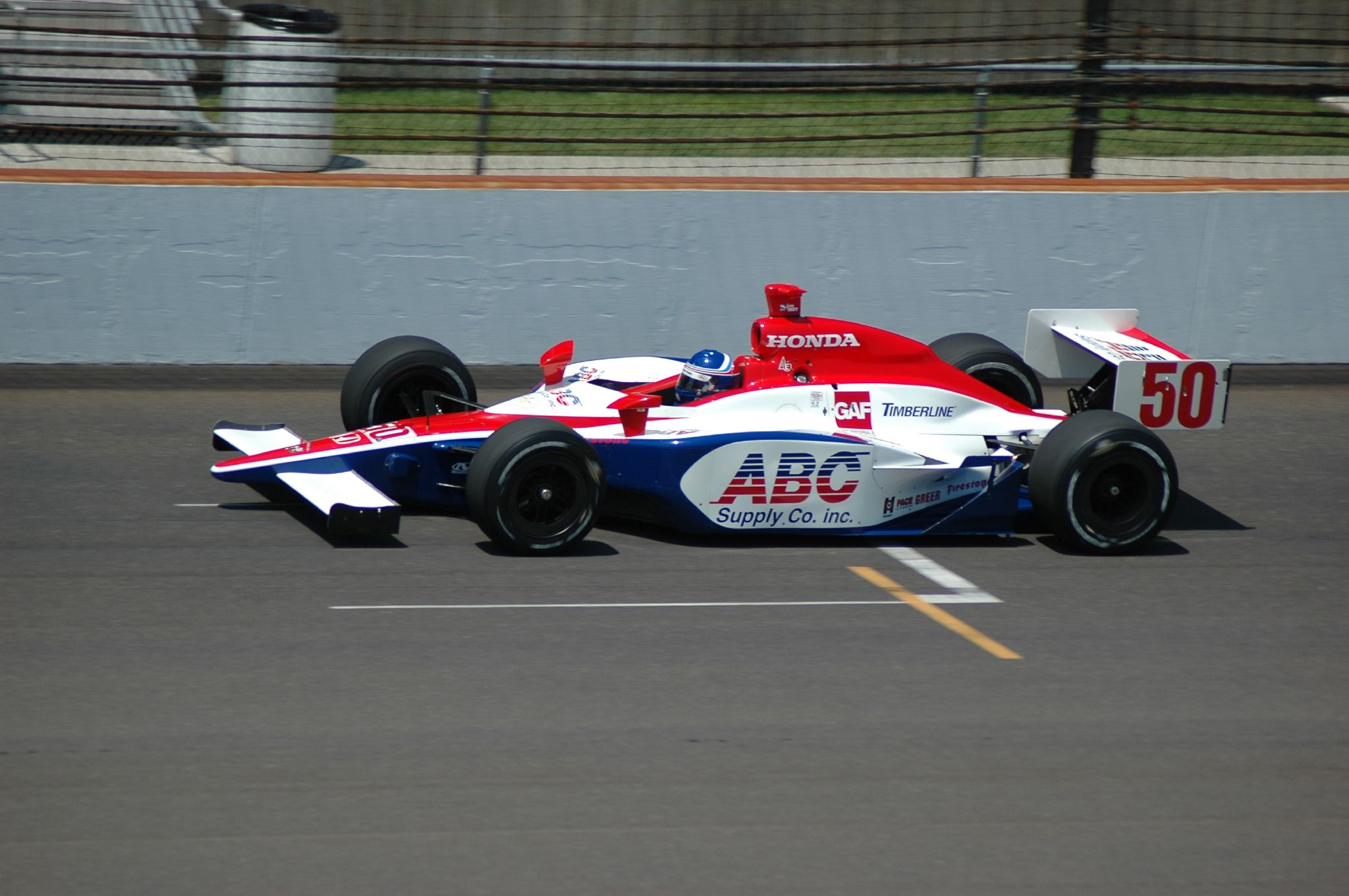
Training zum Indianapolis 500 2007

Alfred Unser jr. (* 19. April, 1962 in Albuquerque, New Mexico), Spitzname Little Al oder Al junior ist ein ehemaliger US-amerikanischer Automobilrennfahrer und zweimaliger Gewinner des Indianapolis 500. Er ist der Sohn der Rennfahrerlegende Al Unser und der Neffe von Bobby Unser.

## Karriere

### Anfänge
Al Unser jr. wurde in eine Rennfahrerfamilie geboren. Sein Vater Al und sein Onkel Bobby gewannen beide ebenfalls das traditionsreiche Indianapolis 500. Mit elf Jahren fuhr Unser jr. Sprintrennen. Nach der High-School war er bereits in der World-of-Outlaws-Serie aktiv. Er wechselte bald zu den Straßenrennen, wo er 1981 den Super Vee Titel und 1982 den Titel in der Can Am-Serie gewann.

### Erste Jahre in der IndyCar-Serie
Im Jahre 1982 gab Unser jr. sein Debüt in der IndyCar-Serie. Ein Jahr später nahm er zum ersten Mal beim Indianapolis 500 teil, was er als Zehnter beendete. Unser entwickelte sich zu einem aufstrebenden Star der Serie. Er beendete die Meisterschaft 1985 als Zweiter und verlor sie nur um einen Punkt gegen seinen Vater. Er begann, ab 1986 an der IROC-Meisterschaft teilzunehmen, welche er mit zwei Siegen in vier Rennen gewann. Mit 24 Jahren war Unser jr. der jüngste Meister aller Zeiten in dieser Serie. Er gewann auch die IROC-Meisterschaften 1986 und 1988. Ebenfalls mit 24 gewann er die 24 Stunden von Daytona.
Unser beendete die IndyCar-Meisterschaft 1986 als Vierter im Gesamtklassement, 1987 als Dritter, 1988 als Zweiter und schloss sie 1990 zum ersten Mal als Sieger ab. 1989 war Unser knapp davor, zum ersten Mal das Indianapolis 500 zu gewinnen, doch beim Kampf um die Führungsposition berührten sich die Autos von ihm und Emerson Fittipaldi, wobei Unser jr. die Kontrolle über seinen Wagen verlor und in die Bande fuhr. 1992 konnte er endlich seinen ersten Sieg beim Indianapolis 500 einfahren, indem er Scott Goodyear um 0,043 Sekunden schlug, was gleichzeitig den bis dato knappsten Sieg in der Geschichte des Rennens darstellte. Nach Saisonende fuhr er 1993 die Daytona 500 für Hendrick Motorsports, welches er als 36. beendete und was auch gleichzeitig sein einziger Start im Winston Cup sein sollte.

### Jahre bei Penske
1994 gewann Unser jr. erneut in Indianapolis, dieses Mal für das Team Penske Racing. Sein Teamkollege war Emerson Fittipaldi, der Mann, mit dem er sich fünf Jahre zuvor das Duell um den Sieg geliefert hatte. Unser jr. dominierte die Saison und gewann acht von 16 Rennen, wodurch er zum zweiten Mal in seiner Karriere die IndyCar-Meisterschaft gewann. In diesem Jahr wurde er von ABCs Wide World of Sports zum Sportler des Jahres ernannt. Seitdem konnte er allerdings nicht mehr an seine früheren Ergebnisse anknüpfen. Obwohl er noch 1995 als Zweiter hinter Jacques Villeneuve die Meisterschaft abschließen konnte, ging es danach mit seinen Ergebnissen bergab. So wurde er 1996 Vierter, 1997 13., 1998 11. und 1999 nur 21., sodass er im Jahr 2000 in die Konkurrenzserie Indy Racing League wechselte. In seinen 17 Jahren in der IndyCar-Serie konnte er insgesamt 31 Rennen gewinnen.

### Indy Racing League
In seiner ersten Saison in der IRL konnte er das Rennen in Las Vegas gewinnen. Insgesamt gewann er bis 2003 drei Rennen in dieser Serie, aber nach einer Verletzung bei einem Unfall in einem Offroad-Fahrzeug erklärte er nach einem 22. Platz beim Rennen in Richmond am 30. Juni 2004 seinen Rücktritt vom aktiven Rennfahren. Danach arbeitete er als Berater für Patrick Racing und als Mentor für seinen Sohn Alfred Unser, der ebenfalls eine Rennfahrerkarriere anstrebt.

### Nach dem Karriereende
2006 verkündete Unser ein Comeback zum Indianapolis 500 der Saison 2006 im Team Dreyer & Reinbold Racing. Nur einige Tage vorher hatte bereits Michael Andretti ebenfalls seinen Start für das Rennen angekündigt. Unser qualifizierte sich als 27. von 33 Fahrern und fuhr konstant in der oberen Hälfte des Feldes mit, bis ein Unfall das Rennen für ihn beendete. Im August nahm Unser an einem Test für die A1GP-Serie in Silverstone teil.
Er wurde viermal in Haft genommen, unter anderem wegen Trunkenheit am Steuer.

## Statistik

### IndyCar-/Champ Car-Ergebnisse
| Jahr | Team                | Siege | Punkte          | Meisterschaftsplatzierung |
| ---- | ------------------- | ----- | --------------- | ------------------------- |
| 1982 | Forsythe Racing     | 0     | 30              | 21.                       |
| 1983 | Galles Racing       | 0     | 89 (new system) | 7.                        |
| 1984 | Galles Racing       | 1     | 103             | 6.                        |
| 1985 | Shierson Racing     | 2     | 150             | 2.                        |
| 1986 | Shierson Racing     | 1     | 137             | 4.                        |
| 1987 | Shierson Racing     | 0     | 107             | 3.                        |
| 1988 | Galles Racing       | 4     | 149             | 2.                        |
| 1989 | Galles Racing       | 1     | 136             | 5.                        |
| 1990 | Galles/Kraco Racing | 6     | 210             | 1.                        |
| 1991 | Galles/Kraco Racing | 2     | 197             | 3.                        |
| 1992 | Galles/Kraco Racing | 1     | 169             | 3.                        |
| 1993 | Galles Racing       | 1     | 100             | 7.                        |
| 1994 | Penske Racing       | 8     | 225             | 1.                        |
| 1995 | Penske Racing       | 4     | 161             | 2.                        |
| 1996 | Penske Racing       | 0     | 125             | 4.                        |
| 1997 | Penske Racing       | 0     | 67              | 13.                       |
| 1998 | Penske Racing       | 0     | 72              | 11.                       |
| 1999 | Penske Racing       | 0     | 26              | 21.                       |

2 Meisterschaften, 31 Siege

### Indy Racing League-Ergebnisse
| Jahr | Team                     | Siege | Punkte | Meisterschaftsplatzierung |
| ---- | ------------------------ | ----- | ------ | ------------------------- |
| 2000 | Galles Racing            | 1     | 188    | 9.                        |
| 2001 | Galles Racing            | 1     | 287    | 7.                        |
| 2002 | Kelley Racing            | 0     | 311    | 7.                        |
| 2003 | Kelley Racing            | 1     | 374    | 6.                        |
| 2004 | Patrick Racing           | 0     | 44     | 24.                       |
| 2006 | Dreyer & Reinbold Racing | 0     | 12     | 30.                       |
| 2007 | A. J. Foyt Enterprises   | 0     | 10     | 32.                       |

3 Siege, beste Platzierung: 6.

### Indianapolis-500-Ergebnisse
| Jahr | Chassis | Motor          | Startplatz | Platzierung | Anmerkung           |
| ---- | ------- | -------------- | ---------- | ----------- | ------------------- |
| 1983 | Eagle   | Cosworth       | 5.         | 10.         | leerer Tank         |
| 1984 | March   | Cosworth       | 15.        | 21.         | defekte Wasserpumpe |
| 1985 | Lola    | Cosworth       | 11.        | 25.         | Motorschaden        |
| 1986 | Lola    | Cosworth       | 9.         | 5.          |                     |
| 1987 | March   | Cosworth       | 22.        | 4.          |                     |
| 1988 | March   | Chevrolet      | 5.         | 13.         |                     |
| 1989 | Lola    | Chevrolet      | 8.         | 2.          | Unfall              |
| 1990 | Lola    | Chevrolet      | 7.         | 4.          |                     |
| 1991 | Lola    | Chevrolet      | 6.         | 4.          |                     |
| 1992 | Galmer  | Chevrolet      | 12.        | 1.          |                     |
| 1993 | Lola    | Chevrolet      | 5.         | 8.          |                     |
| 1994 | Penske  | Ilmor-Mercedes | 1.         | 1.          |                     |
| 1995 | Lola    | Ilmor-Mercedes |            |             | Nicht qualifiziert  |
| 2000 | G-Force | Oldsmobile     | 18.        | 29.         | Kühler defekt       |
| 2001 | G-Force | Oldsmobile     | 19.        | 30.         | Unfall              |
| 2002 | Dallara | Chevrolet      | 12.        | 12.         |                     |
| 2003 | Dallara | Toyota         | 17.        | 9.          |                     |
| 2004 | Dallara | Chevrolet      | 17.        | 17.         |                     |
| 2006 | Dallara | Honda          | 27.        | 24.         | Unfall              |
| 2007 | Dallara | Honda          | 25.        | 26.         |                     |

### Sebring-Ergebnisse
| Jahr | Team           | Fahrzeug    | Teamkollege | Teamkollege | Platzierung | Ausfallgrund |
| ---- | -------------- | ----------- | ----------- | ----------- | ----------- | ------------ |
| 1985 | Holbert Racing | Porsche 962 | Derek Bell  | Al Holbert  | Rang 2      |              |
| 1986 | Holbert Racing | Porsche 962 | Derek Bell  | Al Holbert  | Rang 3      |              |

### Einzelergebnisse in der Sportwagen-Weltmeisterschaft
| Saison | Team            | Rennwagen               | 1   | 2   | 3   | 4   | 5   | 6   | 7   | 8   | 9   | 10  | 11  | 12  | 13  | 14  | 15  |
| ------ | --------------- | ----------------------- | --- | --- | --- | --- | --- | --- | --- | --- | --- | --- | --- | --- | --- | --- | --- |
| 1981   | Crevier Imports | Ferrari 365GTB/4 BMW M1 | DAY | SEB | MUG | MON | RIV | SIL | NÜR | LEM | PER | DAY | WAT | SPA | MOS | ROA | BRH |
| 1981   | Crevier Imports | Ferrari 365GTB/4 BMW M1 | 68  |     |     |     | 11  |     |     |     |     |     |     |     |     | DNF |     |